# Ray of Light
Ray of Light (букв.- лъч светлина) е седмият студиен албум на Мадона, издаден през 1998.
Интроспективен албум, хибрид от атмосферична електроника, Drum & bass и емоционален транс, албумът често е определян като най-доброто музикално постижение на Мадона.
Албумът засяга много теми като майчинството, смъртта и прераждането, погледнати през източните философски течения като Индуизъм, Юдаизъм и Кабала. Аранжиментите, дело на Уилям Орбит, са повлияни от източните инструменти като ситар, табла и ребана. В една от песните – „Shanti/Ashtangi“ се пее на санскрит.
„Ray of Light“ печели четири награди Грами през 1998. От VH1 е обявен за десетия най-добър албум за всички времена. През 2003 е се нарежда на 363-то място в класацията на престижното музикално списание Rolling Stone за 500-те най-добри албума на всички времена. Албума продава над 17 млн. копия.

## Списък на песните

### Оригинален траклист
1. „Drowned World/Substitute for Love“ – 5:09
2. „Swim“ – 5:00
3. „Ray of Light“ – 5:20
4. „Candy Perfume Girl“ – 4:39
5. „Skin“ – 6:22
6. „Nothing Really Matters“ – 4:27
7. „Sky Fits Heaven“ – 4:48
8. „Shanti/Ashtangi“ – 4:29
9. „Frozen“ – 6:15
10. „The Power of Good-Bye“ – 4:10
11. „To Have and Not to Hold“ – 5:23
12. „Little Star“ – 5:19
13. „Mer Girl“ – 5:32

### Японско издание
1. „Has to Be“ – 5:25